# Mi Delirio
Mi Delirio ("Il mio Delirio") è il quarto album della cantante messicana Anahí, pubblicato dalla EMI nel 2009.

## Promozione e singoli
I singoli pubblicati dall'album sono stati:
- Mi Delirio,  entrato in rotazione radiofonica il 25 agosto 2009 e pubblicato il 6 luglio 2009.
- Me Hipnotizas, entrato in rotazione radiofonica il 22 febbraio 2010 e pubblicato il 16 marzo 2010.
- Quiero, la canzone è stata pubblicata come singolo solo in Spagna, e il suo primo singolo in quel paese, e pubblicato il 16 marzo 2010.
- Alérgico, è il quarto singolo estratto da Mi Delirio Deluxe, pubblicato su iTunes il 19 ottobre 2010.
- Para Qué è il quinto e ultimo singolo estratto dall'album. Il singolo venne pubblicato ufficialmente il 15 aprile 2011, come download digitale, e nel mese di maggio venne lanciato nelle radio. Il video musicale di questo brano è stato pubblicato attraverso il canale YouTube del cantante nel marzo 2011. È stato registrato nel corso della presentazione del suo "MDWT".

## Tracce
CD standard
1. Mi Delirio (Il mio Delirio) – 3:12 - (Anahí, Miguel Blas, Gil Cerezo, Ulises Lozano)
2. Quiero (Vuoi) – 3:47 - (Alejandro Landa, Fernando Montesinos)
3. Qué Más Da (Che importa) – 3:57 - (Anahi, Amerika Jimenez y Antonio Rayo)
4. Hasta Que Llegues Tú (Fino ad arrivare) – 3:28 - (Rafael Esparza-Ruiz, Gaby Moreno, Jonathan Mead)
5. No Te Quiero Olvidar (Non voglio dimenticare) – 3:49 - (Armando Ávila, Angel Reyero)
6. Me Hipnotizas (Mi Hipnotizas) – 3:53 - (Gloria Trevi)
7. Para Qué (Per quale motivo?) – 3:22 - (X. Muñoz, S. Jácome)
8. Te Puedo Escuchar (Io riesco a sentirti) – 4:24 - (Anahí, Claudia Brant, Rudy Maya, Guillermo Rosas)
9. Él Me Mintió (Mi ha mentito) – 3:09 - (Amanda Miguel, Diego Verdaguer, Graciela Carballo)
10. Gira la Vida (La vita Giro) – 3:26 - (Anahí, Richard Harris, Facundo Monty)
11. Hasta Que Me Conociste (Fino a che non incontrato me) – 3:16 - (Alberto Aguilera Valadez)

Tracce Deluxe
1. Alérgico (Allergico) – 3:55 - (Anahí, Noel Schajris)
2. Ni una Palabra (Non una parola) – 2:48 - (Rudy Maya, Claudia Brant)
3. Pobre tu alma (Poor tua anima) – 3:18 - (Anahí, Claudia Brant)
4. Aleph (Aleph) – 4:15 - (Anahí, Mario Sandoval)
5. Mi Delirio (Versión Acústica) (Il mio Delirio) – 3:27 - (Anahí, Miguel Blas, Gil Cerezo, Ulises Lozano)
6. Mi Deliro (Remix Kinky) (Il mio Delirio) – 3:27 - (Anahí, Miguel Blas, Gil Cerezo, Ulises Lozano, Kinky)

Tracce Deluxe in Colombia
1. Alérgico (feat Noel Schajris) (Allergico) – 3:55 - (Anahí, Noel Schajris)

Tracce Deluxe in Brasile
1. Alérgico (feat Renne) - Portoghese (Allergico) – 3:55 - (Anahí, Noel Schajris)

## Classifiche
| Classifica (2009/2010)                                  | Posizione massima |
| ------------------------------------------------------- | ----------------- |
| Argentina                                               | 9                 |
| Brasile                                                 | 1                 |
| Brasile Top 10                                          | 7                 |
| Venezuela Redcorland                                    | 1                 |
| Colombia                                                | 9                 |
| Messico - Top 100 albums                                | 28                |
| Messico - Mexican Pop Albums Chart                      | 7                 |
| Perù                                                    | 3                 |
| Romania                                                 | 5                 |
| Slovenia - Slovenian Albums Chart                       | 8                 |
| Serbia - SOKOJ Album Chart                              | 3                 |
| Stati Uniti d'America - U.S. Billboard Latín Pop Albums | 2                 |
| Stati Uniti d'America - U.S. Billboard Top Latín Albums | 4                 |
| Stati Uniti d'America - Amazon Pop Latino               | 1                 |